# Зайцев Олександр Михайлович (артист)
Олекса́ндр Миха́йлович За́йцев (нар. 28 листопада 1931, Москва — 21 грудня 2009, Київ) — артист балету, балетмейстер, режисер. Заслужений діяч мистецтв УРСР (1979). Народний артист України (2001). Академік Національної академії циркового мистецтва Росії.

## Біографія

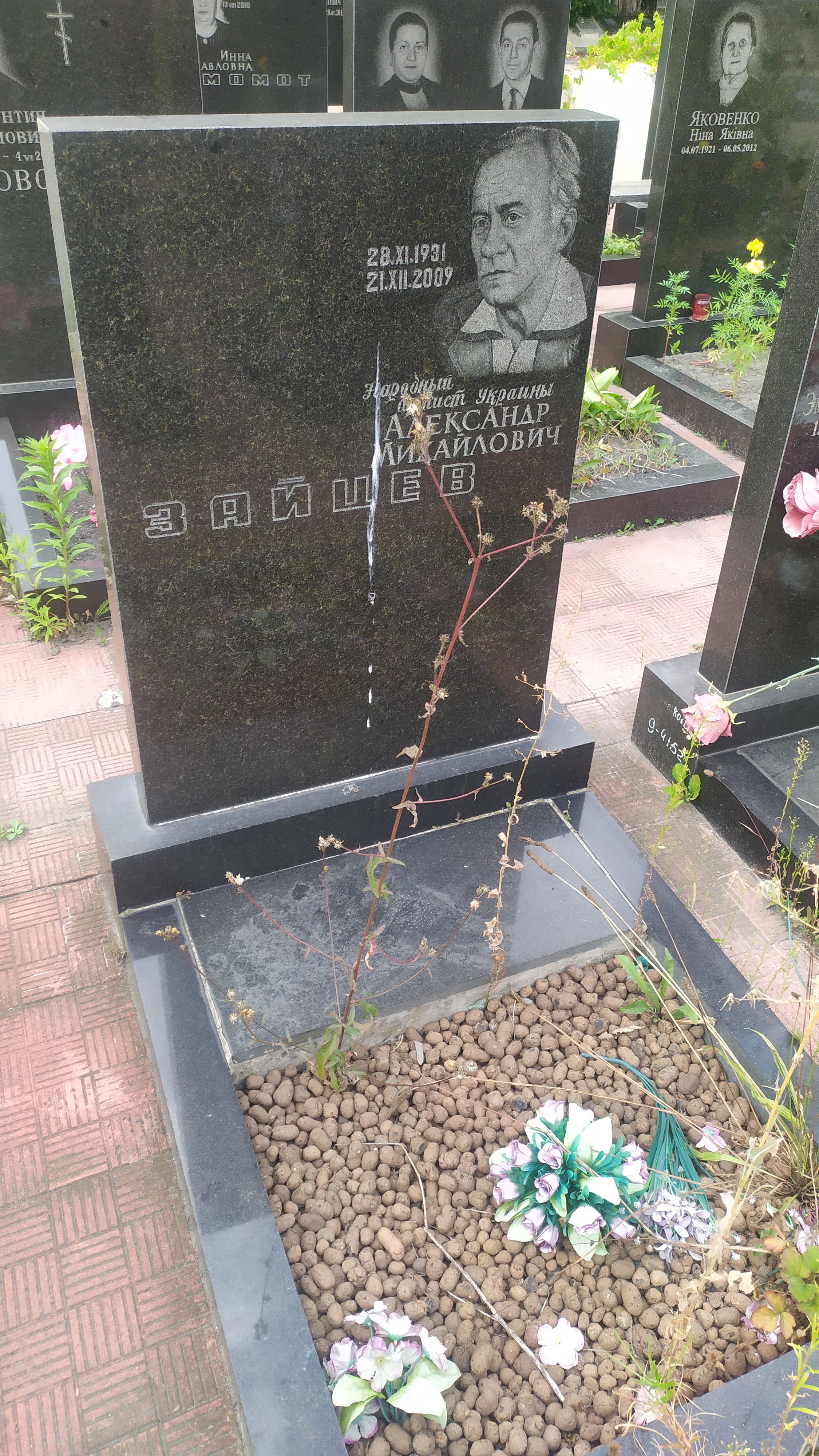
Могила Олександра Зайцева, Берковецьке кладовище

Народився 28 листопада 1931 року в Москві.
У 1950 році закінчив Московське хореографічне училище при Большому театрі СРСР.
У 1950—1958 роках був солістом балету Большого театру СРСР (Москва).
У 1958—1971 роках — соліст Київського театру опери та балету.
У 1973—1976 роках працював головним балетмейстером українського ансамблю «Балет на льоду». Окрім того, успішно навчався живопису в художника П. П. Кончаловського, був головним режисером Київського державного мюзик-холу.
Від 1977 року — головний балетмейстер Київського цирку, з 1994 року — головний режисер Національного цирку України. За роки роботи здійснив понад 30 постановок циркових вистав, пантомім, створив понад 50 атракціонів та циркових номерів.
Працював і в цирках інших міст: у Московському цирку поставив спектакль «Київські фрески», в Одеському — «Цирк-ревю», був режисером блоку «Цирк» на Фестивалі молоді і студентів у Москві та інні.
Поставив спектаклі «Вічний вогонь» (1974), «Світанок над Хортицею» (1974), балет «Золоті ворота» (ансамбль «Балет на льоду»).
Автор понад п'ятдесяти дивертисментних номерів у Київському цирку, зокрема «Ніч на Лисій горі», «Лебедина пісня», «Закарпатські ігри з ведмедями», «Прометей», «Київські фрески», «З днем народження, Перемого!».
Помер 21 грудня 2009 року в Києві, похований у колумбарії Берковецького кладовища.